# Piatra Neamț
Piatra Neamț (njemački: Kreuzburg an der Bistritz, mađarski: Karácsonkő) je grad u sjeveroistočnoj Rumunjskoj, glavni grad županije Neamț. 

## Zemljopis
Piatra Neamț se nalazi se u zapadnom djelu rumunjske povijesne pokrajine Moldavije. Grad je smješten u dolini rijeke Bistrice na mjestu gdje rijeka izlazi iz karpatskog dijela toka na zapadu u dolinski ka istoku. S tim u vezi se i razvio grad Piatra Neamț, kao "čuvar" doline i prijelaza iz Moldavije u Transilvaniju na zapadu. 

## Povijest
Područje oko Piatra Neamța je jedno od najstarijih naseljenih područja u Rumunjskoj. Najstariji tragovi ljudske civilizacije na ovom području potječu iz paleolitika, oko 100.000 godina pr. Kr. 

## Stanovništvo
Po popisu stanovništva iz 2002. godine grad ima 104.914 stanovnika, dok je prosječna gustoća naseljenosti 1.354 stan/km². Prema vjeroispovijesti apsolutna većina stanovništva su pravoslavci koji čine 94,79% stanovništva.
- Rumunji: 98,08%
- Romi: 1,3%
- Mađari: 0,14%

## Gradovi prijatelji
- Beinasco, Italija
- Orhei, Moldavija
- Roanne, Francuska
- Riorges, Francuska
- Villerest, Francuska
- Kiriat Malachi, Izrael
- Lod, Izrael
- Alpharetta, SAD
- Manilva, Španjolska
- Hiliboca, Ukrajina
- Bergama, Turska[2]

## Vanjske poveznice
- Piatra Neamt  Arhivirana inačica izvorne stranice od 9. svibnja 2010. (Wayback Machine) Virtual Tour 360
- Predstavljanje svih muzeja iz županije Neamt
- Službena stranica grada  Arhivirana inačica izvorne stranice od 29. travnja 2011. (Wayback Machine)

### Ostali projekti
|  | Zajednički poslužitelj ima još gradiva o temi Piatra Neamţ |